# Comissão de Viticultura da Região dos Vinhos Verdes
A Comissão de Viticultura da Região dos Vinhos Verdes (CVRVV), é um organismo interprofissional que tem por objecto a representação dos interesses das profissões envolvidas na produção e comércio do vinho verde e a defesa do património regional e nacional que constitui a sua denominação de origem, revestindo, nesta qualidade, a forma jurídica de uma associação regional, pessoa colectiva de direito privado e utilidade pública.[carece de fontes?]
A CVRVV está acreditada pelo Instituto Português de Acreditação, IP (IPAC) segundo a norma portuguesa e europeia NP EN 45011:2001, como entidade certificadora de produtos com Denominação de Origem "Vinho Verde" ou Indicação Geográfica "Minho" conforme consta do Anexo Técnico de Acreditação N°C0010-1.[carece de fontes?]
A actual Região Demarcada dos Vinhos Verdes estende-se por todo o noroeste do país, na zona tradicionalmente conhecida como Entre-Douro-e-Minho.[carece de fontes?]